# 舍讷贝格 (勃兰登堡州)
舍讷贝格（德語：Schöneberg，發音：[ˈʃøːnəbɛʁk] ⓘ）是德国勃兰登堡州乌克马克县曾经的一个市镇，面积46.62平方千米，2021年12月31日人口为305人。2021年1月1日，舍讷贝格并入市镇奥得河畔施韦特。